# أسطورة الفرمون العظيم
أسطورة الفرمون العظيم  هو كتاب عن الفيرومونات وتطبيقها على التحسس الكيميائي في الثدييات بقلم ريتشارد دوتي، مدير مركز الشم والتذوق بجامعة بنسلفانيا في فيلادلفيا. يجادل دوتي بأن مفهوم الفيرومون الذي قدمه كارلسون ولوشير  بسيط للغاية بالنسبة للأنظمة الحسية الكيميائية للثدييات، ولا يأخذ في الاعتبار التعلم والاعتماد على السياق للتحسس الكيميائي. في هذا الكتاب، ينتقد بشكل خاص الفيرومونات البشرية، بحجة أنه ليس فقط لا توجد دراسات محددة للعثور على الفيرومونات البشرية، ولكن البشر يفتقرون إلى عضو ميكعي وظيفي للكشف عن الفيرومونات. حظي نشرها بتغطية في وسائل الإعلام، خاصة فيما يتعلق بحججها حول عدم وجود الفيرومونات البشرية.

## مفهوم الفرمون
عرّف كارلسون ولوشير الفيرومونات «.. كمواد يفرزها الفرد للخارج ويتلقاها فرد آخر من نفس النوع حيث يطلقون تفاعلًا محددًا، على سبيل المثال، سلوك محدد أو عملية تنموية» (ص. 55). لتمييز الفيرومونات عن المواد الأخرى التي يمكن أن تحفز السلوكيات مثل رائحة الزهور أو روائح الطعام، فإنهم يؤكدون أن الفيرومونات هي «مواد رسول خاصة» مثل الجاذبات الجنسية في الفراشات والعث. في تعريفهم، الفيرومونات مماثلة للهرمونات مثل التستوستيرون أو الأوكسيتوسين، وهي مركبات محددة. ومع ذلك، في حين أن الهرمونات تعمل كرسائل كيميائية داخل كائن حي فردي (الشخص ذاته)، تحمل الفيرومونات الرسائل بين الأفراد (من شخص إلى اخر).
في حين أن مفهوم الفرمون ينطبق بشكل معقول على الحشرات، يجادل دوتي بأن هناك مشاكل خطيرة في تطبيقه على الثدييات. حيث تتمثل وظائف الفيرومونات، كأنواع محددة من المركبات، في إنتاج استجابات غير متعلمة وانعكاسية وفطرية في المستلمين. ومع ذلك، يجادل دوتي بأن المنبهات الكيميائية التي تستجيب لها الثدييات هي عادةً مجموعات من العديد من المركبات، التي يتم استشعارها في المواقف الاجتماعية المعقدة، والخبرة والتعلم مهمان لكيفية استجابة الثدييات للمنبهات الكيميائية. على سبيل المثال، يحدث تأثير فاندنبرغ في الفئران عندما يتم إطلاق الفيرومونات المتسارعة عند البلوغ في بول الفئران الذكور. يوضح دوتي أن التأثير يعتمد على التجربة، وأن المركبات المتعددة الموجودة في بول الفأر تشارك في التأثير، والتأثير ليس محددًا لأنواع البول لأن بول الفئران الذكور سوف يتسبب أيضًا في تسارع البلوغ في الفئران الشابة (الإناث).

## الفيرومونات البشرية
جادل دوتي بأن هناك القليل من الأساس العلمي أو لا يوجد أساس علمي للفيرومونات البشرية في الأدب العلمي. العضو الأنفي، وهو العضو الحسي الذي يأخذ مركبات الفرمون في الثدييات مثل الفئران والجرذان، هو عضو أثري (غير موجودة) في البشر. لطالما كان يُنظر إلى التزامن الحيضي على أنه ظاهرة فسيولوجية لدى البشر لا يمكن تفسيرها إلا من خلال تبادل الفيرومونات بين النساء. ومع ذلك، يجادل بأن الانتقادات المنهجية لأبحاث الدورة الشهرية والأبحاث الحديثة تشير إلى أن تزامن الدورة الشهرية لا يحدث بين النساء. أخيرًا، يستعرض تقاريرا حول الفيرومونات البشرية ويجادل بأن هناك قضايا منهجية خطيرة في جميع الدراسات التي تبلغ عن الفيرومونات البشرية وأنه لم يتم تحديد فرمون بشري نهائيًا.
وكان استنتاجه هو أن الفيرومونات البشرية هي أسطورة مدفوعة جزئيًا بالاقتصاد. ما يسميه «صناعة العلوم غير المرغوب فيها لعطور الفرمون، والصابون الفرموني، ومستحضرات التجميل بالفيرومون» نشأت من بحث أٌسيء فهمه عن الثدييات. على سبيل المثال، الأندروستينيون هو هرمون ستيرويدي موجود في العرق البشري وهو المكون الرئيسي في منتجات فرمون الإنسان المباعة تجاريًا، لكن البحث العلمي يقدم القليل من الأدلة على أنه يعمل بمثابة فرمون.
يستشهد دوتي بدراسة قامت فيها النساء بشم قمصان الرجال المتعرقة. فضلت النساء القمصان التي يرتديها الرجال الذين كانت جينات نظام المناعة لديهم أكثر اختلافًا عنهم، مما يشير إلى أنه مزيج من الجينات التي يمتلكها الرجل، وكان هذا هو العامل المهم الذي تفضله المرأة على القميص المتعرق وليس الأندروستينيون الذي يفرز في العرق. يتم إنتاج أندروستينيديون بواسطة الخنازير بكثرة. يقول دوتي مازحاً: «هل النساء، في الواقع، ينجذبن إلى روائح ذكر الخنازير أو أكثر استعداداً لممارسة الجنس في وجود مثل هذه الروائح؟ هل معدلات المواليد أو غيرها من مؤشرات السلوك الجنسي أعلى في الولايات أو المقاطعات التي بها مزارع خنازير؟» 

## استجابة المجتمع
استقبل المجتمع العلمي الكتاب جيدًا بشكل عام. وفقًا لـ دوتي، يتراوح أولئك الذين ينتقدون الكتاب والذين يرفضون قراءته في من لديهم مشكلات دلالية مع مفهوم الفرمون وإمكانية تطبيقه على الثدييات. يجادل بيتر برينان بأن دوتي لم يعر انتباها لبعض الأبحاث العلمية الحديثة التي تتعارض مع آرائه. ويستشهد بدراسة أجريت عام 2010 على الفئران تفيد باكتشاف بروتين في المسالك البولية يجذب إناث الفئران. ويلخص برينان: «أظن أن غالبية الباحثين سيستمرون في استخدام مصطلح [فرمون]، على الرغم من كل أوجه القصور فيه. لكن بعد قراءة هذا الكتاب، سأكون بالتأكيد أكثر حذرًا عند الإشارة إلى الفيرومونات في المستقبل.» 